# Bart Wallet
Barend Theodoor (Bart) Wallet (Amstelveen, 1977) is een Nederlandse wetenschapper. Sinds 2021 is hij hoogleraar Joodse studies: vroegmoderne en moderne Joodse geschiedenis  aan de Universiteit van Amsterdam.

## Levensloop
Wallet werd geboren in een gezin van vijf kinderen. Zijn vader is de christelijk-gereformeerde predikant Aart Klaas Wallet. Op jonge leeftijd was Wallet al geïnteresseerd in het Jodendom. Na het afronden van het VWO aan het Wartburg College in Rotterdam ging Wallet geschiedenis en Hebreeuws studeren aan de Universiteit van Amsterdam. Hij studeerde in 2002 cum laude af. In 2012 promoveerde Wallet aan de Universiteit van Amsterdam op een onderzoek naar vroegmoderne Jiddische historiografie in de noordelijke Nederlanden.
Na zijn promotie was Wallet tot 2019 universitair docent Hedendaagse Joodse Studies aan de Evangelische Theologische Faculteit in Leuven. Vanaf 2016 werkte hij als docent Midden-Oostenstudies, Hebreeuws en Joodse studies aan de Universiteit van Amsterdam. Hij combineerde die baan sinds 2018 met die van universitair docent Politieke Geschiedenis aan de Vrije Universiteit en het directeurschap van het Centre for Religous History bij het Historisch Documentatiecentrum.
Wallet is per 1 september 2021 hoogleraar Joodse studies: vroegmoderne en moderne Joodse geschiedenis aan de Universiteit van Amsterdam. Naast zijn werk bij de UvA is Wallet redacteur bij verschillende wetenschappelijke tijdschriften en bekleedt hij verschillende bestuurs- en adviesfuncties buiten de universiteit.
Sinds mei 2024 maakt Wallet samen met Natascha van Weezel de tweewekelijkse podcast Wallet & Van Weezel, waarin de twee in gesprek gaan over wat er speelt in en rondom de Joodse wereld.